# Betty Kretschmer
Beatriz "Betty" Kretschmer Ries de Buccicardi (née le 24 janvier 1928 à Valparaíso) est une sprinteuse chilienne. Elle participe aux séries des Jeux olympiques d'été de 1948, courant le 100 mètres, le 200 mètres et le relais féminin.  
Médaillée d'or en saut en longueur et médaillée d'argent en relais 4 × 100 mètres aux Jeux panaméricains de 1951, elle remporte également autre médaille de bronze avec l'équipe de relais chilienne aux Jeux panaméricains de 1955 Elle termine aussi quatrième du 200 mètres aux Jeux de 1951
Au niveau continental, elle obtient tout d'abord deux médailles d'argent au 100 mètres et au 200 mètres aux Championnats sud-américains d'athlétisme de 1943. Elle remporte son premier titre sud-américain aux championnats de 1945, remportant l'or sur 100 mètres et l'argent sur 200 mètres. Un triplé est obtenu aux Championnats sud-américains de 1946, où elle domine le 100 mètres, le 200 mètres et le saut en longueur. Ses derniers succès ont lieu aux Championnats sud-américains d'athlétisme de 1956, où elle est vainqueur du 200 mètres et médaillée d'argent sur 100 mètres.  